# Battaglia di Satala (298)
La Battaglia di Satala fu combattuta nel 298, in Armenia, tra le armate dell'Impero romano sotto il comando del tetrarca Galerio e le armate dell'Impero sasanide di Persia condotto dallo scià Narseh (Narsete). La battaglia si risolse in una netta vittoria per l'esercito romano, che annientò quasi completamente l'esercito persiano. I Romani ottennero una quantità enorme di bottino dagli sconfitti Persiani, e fecero inoltre prigioniera la moglie principale di Narseh. La campagna si concluse con un trattato di pace molto favorevole per Roma, con la Persia che le cedette un territorio considerevole.

## Sito
Benché sia tradizionalmente nota come la Battaglia di Satala, il sito preciso della battaglia non è noto; la città di Satala potrebbe essere stata una base di operazioni romana. In una antica storia armena viene affermato che la battaglia avrebbe avuto luogo nella regione di Fasiana, in un villaggio di nome Osxay. La Fasiana viene in genere collocata a est di Erzerum.

## Contesto storico
Nel 295 o nel 296 Narseh dichiarò guerra a Roma. Sembrerebbe aver invaso per prima l'Armenia occidentale, rioccupando le terre assegnate al re Tiridate III di Armenia nella pace del 287. Narseh si diresse poi a sud penetrando nella Mesopotamia romana, dove inflisse una grave sconfitta a Galerio, all'epoca al comando delle truppe orientali, nella regione tra Carrhae (Harran, Turchia) e Callinicum (Raqqa, Siria). Ricostruzioni alternative collocano l'inizio della guerra nel 296 o nel 297. La storia di Ammiano non è congruente con alcune altre fonti, tra cui l'iscrizione Paikuli di Narseh. Secondo la studiosa Ursula Weber, "è quasi certo" che l'intera Armenia continuò a far parte dell'Impero sasanide nel III secolo, fino alla cessione ai Romani del 298/9 in seguito alla Pace di Nisibis.
Galerio ricevette rinforzi, probabilmente nella primavera del 298, da un nuovo contingente di truppe raccolte dalle migliori fonti di reclutamento dell'impero in Illyricum. Narseh non avanzò oltre l'Armenia e la Mesopotamia, permettendo a Galerio di passare all'offensiva nel 298 con un attacco alla Mesopotamia settentrionale passando per l'Armenia. Narseh ritirò la propria armata in Armenia, per dissuadere Galerio dal dirigersi a sud per attaccare la capitale persiana, Ctesifonte, in quanto avrebbe esposto le sue comunicazioni, e le limitrofe province romane, a un possibile attacco nemico. Tuttavia, questa mossa strategica tornò a svantaggio tattico di Narseh: l'accidentato terreno armeno era favorevole alle armate romane, il cui punto di forza era costituito dalla fanteria, mentre era sfavorevole alle operazioni di cavalleria, nella quale le armate sasanidi eccellevano. Galerio entrò in Armenia in compagnia con Re Tiridate. L'aiuto delle popolazioni locali diede inoltre ai Romani il vantaggio della sorpresa sulle armate persiane, e Galerio vinse due battaglie consecutive contro Narseh.

## Battaglia

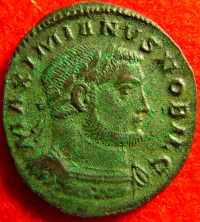
Moneta del Cesare Galerio, il cui nome completo era Gaio Galerio Valerio Massimiano.

Durante il secondo scontro, la Battaglia di Satala, le armate romane si impadronirono dell'accampamento di Narseh, del suo tesoro, del suo harem, e di sua moglie. Non sono sopravvissute descrizioni dettagliate della disposizione delle due armate, ma le fonti indicano senza ambiguità che l'esercito romano colse impreparati i Persiani mentre erano accampati. Presumibilmente, l'aiuto attivo della popolazione locale armena permise ai Romani di avvicinarsi e intrappolare i Persiani senza essere notati.
Lo storico romano Lattanzio descrive l'usanza dei re del Vicino Oriente di condurre delle campagne militari accompagnati dalla loro intera famiglia. Ascrive la sconfitta patita da Narseh alla grave limitazione in mobilità dell'esercito persiano dovuta a questa usanza.
Secondo il resoconto di Fausto di Bisanzio (in armeno: P'awstos Buzand):
Fausto colloca la battaglia anacronisticamente nella sua cronaca, ma l'identificazione del re persiano coinvolto con Narseh, oltre alla descrizione della cattura della regina, rende certo che si stesse riferendo alla campagna di Galerio.
Narseh rimase egli stesso ferito nello scontro e fuggi dall'Armenia in territorio persiano, presumibilmente nella speranza di raccogliere ulteriori truppe; il bottino conquistato dai vincitori era così tanto da diventare leggendario e il suo trasporto in territorio romano costituì una difficoltà logistica. La battaglia fu l'origine di un aneddoto riferito dallo storico Ammiano Marcellino, che un soldato semplice romano si era impadronito di una borsa di cuoio altamente decorata riempita di perle dai Persiani; il soldato gettò le perle ritenendole inutili, ma tenne per sé la borsa.
La moglie di Narseh, Arsane, passò il resto della guerra a Daphne, un sobborgo di Antiochia, servendo da promemoria costante per i Persiani della vittoria romana. Galerio avanzò in Media e Adiabene, conseguendo vittorie continue, tra cui quella nei pressi di Resaina (Ras al-Ayn), e assicurandosi Nisibis (Nusaybin) prima del 1 ottobre 298. Scese poi lungo il Tigri, espugnando la capitale di Narseh, Ctesifonte. Avendo lo sguardo sulle rovine di Babilonia, Galerio con la propria armata vittoriosa fece ritorno in territorio romano attraversando l'Eufrate.

## Conseguenze

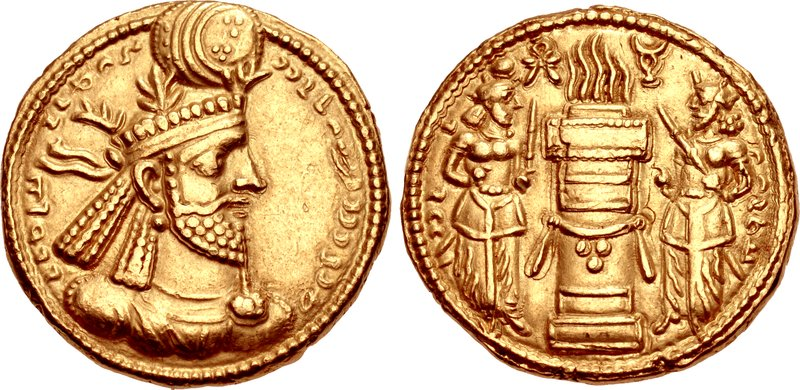
Immagine del re Narseh su una moneta coniata durante il suo regno.

Alla battaglia seguì il Trattato di Nisibis, che pose fine alla guerra e fu altamente favorevole a Roma. Tiridate fu restaurato al trono di Armenia come vassallo romano, e il regno georgiano di Iberia fu riconosciuto anch'esso sotto autorità romana. La stessa Roma ricevette una parte della Mesopotamia Superiore che si estendeva anche oltre il Tigri – comprese le città di Tigranokert, Saird, Martyropolis, Balalesa, Moxos, Daudia e Arzan. La pace fu quindi assicurata per alcuni decenni fino alla rinascita militare della Persia sotto Shapur II intorno al 330.
I Romani celebrarono la vittoria conseguita con medaglioni commemorativi ed emissioni di monete. Nel 304 Galerio fece erigere un arco trionfale (Arco di Galerio) a Tessalonica.